# الدوري الإيطالي 1952–53
الدوري الإيطالي الدرجة الأولى 1952–53 (بالإيطالية: Serie A 1952-1953)‏ هو موسم من الدوري الإيطالي الدرجة الأولى. أقيم خلال الفترة 14 سبتمبر 1952 وحتى 31 مايو 1953، وفاز فيه نادي إنتر ميلانو.